# Szarvasgede
Szarvasgede is een plaats (község) en gemeente in het Hongaarse comitaat Nógrád. Szarvasgede telt 451 inwoners (2001).